# جيمس كيركوود جونيور
جيمس كيركوود جونيور (بالإنجليزية: James Kirkwood Jr.)‏ (22 أغسطس 1924، هوليوود في الولايات المتحدة - 21 أبريل 1989، مانهاتن في الولايات المتحدة)؛ممثل، كاتب مسرحي وروائي أمريكي.

## الجوائز
- جائزة بوليتزر عن فئة الدراما

## روابط خارجية
- جيمس كيركوود جونيور على موقع IMDb (الإنجليزية)
- جيمس كيركوود جونيور على موقع الموسوعة البريطانية (الإنجليزية)
- جيمس كيركوود جونيور على موقع ميوزك برينز (الإنجليزية)
- جيمس كيركوود جونيور على موقع قاعدة بيانات برودواي على الإنترنت (الإنجليزية)
- جيمس كيركوود جونيور على موقع قاعدة بيانات برودواي على الإنترنت (الإنجليزية)
- جيمس كيركوود جونيور على موقع قاعدة بيانات برودواي على الإنترنت (الإنجليزية)
- جيمس كيركوود جونيور على موقع قاعدة بيانات الفيلم (الإنجليزية)
- جيمس كيركوود جونيور على موقع كينوبويسك (الروسية)